# Partialwelle
Partialwellen, wörtlich: Teilwellen, ein Begriff der Quantenmechanik, sind stationäre Lösungen eines Streuproblems und gleichzeitig Eigenfunktionen des Drehimpulses. Die Zerlegung einer Streuamplitude in Partialwellen, d. h. eine Reihenentwicklung nach Drehimpulsen, ist sinnvoll vor allem bei Wechselwirkungen mit kurzer Reichweite, wie z. B. der starken Wechselwirkung. Aufgrund der kurzen Reichweite tragen nämlich für niedrige Energien nur kleine Drehimpulse zur Streuung bei.

## Erklärung im Teilchenbild
Wird ein bewegtes Teilchen im Feld eines Streuzentrums – z. B. eines Atomkerns – aus seiner Bahn abgelenkt, so gehört zu dieser Bewegung ein Bahndrehimpuls. Dieser kann nur diskrete, durch eine Quantenzahl {\displaystyle l} beschriebene Werte annehmen; im Einzelfall hängt er bei gegebener Geschwindigkeit des Teilchens vom Stoßparameter ab. Die Beiträge der Einzelprozesse mit {\displaystyle l=0,1,2,\dots } heißen im Wellenbild Partialwellen und wirken sich jeweils charakteristisch aus, z. B. in der Verteilung der insgesamt gestreuten Teilchen auf die Streurichtungen, die Winkelverteilung.
Die Kennbuchstaben für die Werte von {\displaystyle l} werden benutzt wie beim gebundenen Elektron im Atom, man spricht also von der s-Welle ({\displaystyle l=0}), p-Welle ({\displaystyle l=1}), d-Welle ({\displaystyle l=2}) usw.

## Herleitung
Ziel ist es, eine Lösung der Schrödingergleichung für ein sphärisch-symmetrisches Potential {\displaystyle V({\vec {r}})=V(r)} wie z. B. das Coulombpotential zu finden.
Die Wellenfunktion {\displaystyle \psi _{\vec {k}}({\vec {r}})} wird für asymptotische Abstände {\displaystyle r\rightarrow \infty } als Überlagerung einer einlaufenden ebenen Welle und einer durch die Streuamplitude {\displaystyle f(\theta ,\phi )} modifizierten Kugelwelle angesetzt:
{\displaystyle \psi _{\vec {k}}({\vec {r}}){\xrightarrow {r\rightarrow \infty }}[e^{i{\vec {k}}{\vec {r}}}+f(\theta ,\phi ){\frac {e^{ikr}}{r}}]}
In diesem Fall ist die Streuamplitude aufgrund der Kugelsymmetrie unabhängig vom Winkel {\displaystyle \phi }:
{\displaystyle f(\theta ,\phi )=f(\theta )}
Nach einigen Umformungen ergibt sich die Lösungswellenfunktion des Streuproblems für asymptotische Distanzen zu:
{\displaystyle \psi _{\vec {k}}({\vec {r}})=\sum _{l=0}^{\infty }i^{l}(2l+1)\;R_{lk}(r)\;P_{l}(\cos \theta )}
dabei sind {\displaystyle P_{l}(\cos \theta )} die Legendre-Polynome.
{\displaystyle R_{lk}} ist die Lösung der radialen Schrödingergleichung, welche aus einer Linearkombination der sphärischen Bessel-Funktionen {\displaystyle j_{l}(\rho )} und der Von-Neumann-Funktion {\displaystyle n_{l}(\rho )} besteht:
{\displaystyle R_{lk}{\stackrel {\mathrm {r\rightarrow \infty } }{=}}A_{l}\;j_{l}(kr)+B_{l}\;n_{l}(kr)}
Im nächsten Schritt wird die Streuphase {\displaystyle \delta _{l}} folgendermaßen definiert:
{\displaystyle A_{l}=+a_{l}\cos \delta _{l}}
{\displaystyle B_{l}=-a_{l}\sin \delta _{l}}
Die Phase der auslaufenden Kugelwelle wird also durch das Potential {\displaystyle V(r)} verschoben: bei elastischer Streuung unterscheidet sich die gestreute Welle von der ungestörten Welle des freien Teilchens nur durch einen Phasenfaktor {\displaystyle e^{i\cdot \delta _{l}}.}
Durch Einsetzen der sphärischen Bessel- und Von-Neumann-Funktionen und Vergleich mit dem Ansatz für die Wellenfunktion für asymptotische Distanzen kommt man nach einigen Umformungen auf den folgenden Zusammenhang zwischen Streuamplitude {\displaystyle f(\theta )} und der Streuphase {\displaystyle \delta _{l}}:
{\displaystyle f(\theta )=\sum _{l=0}^{\infty }(2l+1)\;f_{l}(\delta _{l})\;P_{l}(\cos \theta )}
wobei
{\displaystyle f_{l}(\delta _{l})={\frac {1}{k}}e^{i\cdot \delta _{l}}\sin \delta _{l}}
den Beitrag der l-ten Partialwelle darstellt.

## Streulänge
Eine weitere wichtige Größe für die Analyse von Streuproblemen, die sich aus der Streuamplitude ableiten lässt, ist die Streulänge a. Sie ergibt sich aus dem totalen Streuquerschnitt, wenn die Energie des gestreuten Teilchens gegen 0 geht:
{\displaystyle {\begin{aligned}\lim _{k\to 0}\sigma _{\text{total}}&=4\pi \cdot a^{2}\\\Leftrightarrow a&=\pm {\sqrt {\frac {\lim _{k\to 0}\sigma _{\text{total}}}{4\pi }}}\end{aligned}}}
Die Streulänge entspricht also einer effektiven Querschnittsfläche, welche sowohl die Stärke als auch die Art eines Potentials anzeigt.
Mit folgender Definition für den totalen Querschnitt:
{\displaystyle \sigma _{\text{total}}=\int _{4\pi }{\frac {d\sigma }{d\Omega }}\cdot d\Omega =\int _{4\pi }|f(\theta )|^{2}\cdot d\Omega ={\frac {4\pi }{k^{2}}}\sum _{l=0}^{\infty }(2l+1)\sin ^{2}\delta _{l}}
wird die Streulänge für s-Wellen ({\displaystyle l=0}) zu:
{\displaystyle a=\pm \lim _{k\to 0}{\frac {\sin \delta _{0}}{k}}\;.}